# Ewa Bębenek
Ewa Beata Bębenek – polska farmakolożka, doktor habilitowany nauk medycznych, profesor na Śląskim Uniwersytecie Medycznym w Katowicach, specjalistka od chemii organicznej.

## Kariera naukowa
W 1996 roku na Wydziale Matematyki, Fizyki i Chemii Uniwersytetu Śląskiego uzyskała tytuł magistra chemii. W tym samym roku została zatrudniona na Śląskim Uniwersytecie Medycznym w Katowicach, gdzie w 2005 roku na jego Wydziale Nauk Farmaceutycznych uzyskała stopień doktora nauk farmaceutycznych na podstawie rozprawy pt. Synteza 3-tio-4(1H)-chinolinonów i ich pochodnych zawierających farmakoforową grupę 1-(3-podstawioną 2-oksypropylową), której promotorem był Andrzej Maślankiewicz. W 2019 roku ten sam wydział nadał jej stopień doktora habilitowanego nauk medycznych na podstawie pracy pt. Nowe pochodne betuliny – synteza i profil aktywności biologicznej.